# Model MaMoR2
Model MaMoR2 stanowi obliczeniowy model równowagi ogólnej (ang. computable general equilibrium model, CGE), który  pozwala badać niektóre aspekty gospodarki w perspektywie regionalnej - na poziomie województw. Przy pomocy tego modelu  została przeprowadzona analiza łącznego wpływu Narodowego Planu Rozwoju na lata 2004-2006 i Narodowych Strategicznych Ram Odniesienia w latach 2007-2013 na gospodarkę kraju. Charakterystyczne dla modelu jest to, że pozwala na ujęcie procesów szczególnie podatnych na wpływ funduszy strukturalnych.
Model nie jest prostym złożeniem 16 modeli dla gospodarek poszczególnych województw – charakteryzują się one pełną autonomicznością w zakresie przebiegu procesu tworzenia produktu oraz określania wielkości strumieni i zasobów takich jak spożycie, inwestycje czy zasób kapitału, a sytuacja w danym województwie determinowana jest też przez procesy zachodzące w innych częściach kraju.
Na poziomie ogólnokrajowym zapadają natomiast decyzje dotyczące struktury niektórych strumieni: przeznaczenia produkcji krajowej oraz zaspokojenia popytu krajowego.

## Poziom regionalny

### Proces produkcyjny
Gospodarki regionalne wytwarzają produkt (jednorodny w skali kraju) z użyciem zbliżonej technologii, różniącą się jednak parametrami  w poszczególnych regionach. Czynnikami wykorzystywanymi w procesie produkcyjnym są: kapitał ludzki i kapitał rzeczowy (komplementarne wobec siebie) oraz praca (jako czynnik substytucyjny w stosunku do kapitału). Podaż modelowana jest jako dwustopniowa kombinacja funkcji o stałej elastyczności substytucji (ang. CES). Mechanizm ten implikuje prawidłowość, że nakłady inwestycyjne sprzyjają zwiększeniu zatrudnienia osób o wysokich kwalifikacjach, natomiast przyczyniają się do zmniejszenia zatrudnienia niewykwalifikowanej siły roboczej.

### Praca i kapitał ludzki
Gospodarstwa domowe są w posiadaniu czynników produkcji - każde dostarcza jednostki pracy niewykwalifikowanej (podaż nieograniczona) i pewnej ilości kapitału ludzkiego, który jest częściowo egzogeniczny (wyjątek stanowi zasób generowany ze środków Unii Europejskiej).

### Nakłady inwestycyjne
Struktura międzyokresowa inwestycji optymalizowana jest w oparciu o model q Tobina. Firma inwestuje w kolejnych latach, tak aby maksymalizować aktualną wartość przyszłych przychodów pomniejszonych o koszty inwestycji. Relatywne koszty instalacji kapitału są tym większe, im większa jest skala nowego kapitału w stosunku do dotychczasowego zasobu tego czynnika.

### Spożycie prywatne
Poza wynagrodzeniem kapitałów i pracy, dochód gospodarstw domowych zasilają transfery z sektora publicznego oraz inne rodzaje transferów. Gospodarstwo domowe ustala rozmiar konsumpcji w ten sposób, aby maksymalizować swą zdyskontowaną użyteczność, mającą postać tzw. Użyteczności o stałej względnej niechęci o ryzyka. Gospodarstwo uwzględnia ponadto ograniczenie budżetowe, wynikające ze zdyskontowanej wielkości przyszłych dochodów. Relacja konsumpcji w kolejnych okresach jest funkcją cen, stóp procentowych i stopy preferencji międzyokresowych.

## Poziom ogólnokrajowy
Na poziomie ogólnopolskim opisana została natomiast struktura zaspokojenia popytu krajowego oraz struktura rozdysponowania podaży krajowej. Dodatkowo na tym poziomie uwzględnione zostały rachunki sektora publicznego: dochody, wydatki, środki Unii Europejskiej, współfinansowanie i deficyt.